# Ylen
Ylen är en sjö i Aneby kommun och Jönköpings kommun, cirka 15 km öster om Jönköping, i Småland och ingår i Motala ströms huvudavrinningsområde. Sjön är 36,4 meter djup, har en yta på 6,06 kvadratkilometer och befinner sig 251 meter över havet. Sjön avvattnas av vattendraget Motala Ström. Ylen ingår i Huskvarnaåns vattensystem.Vid provfiske har en stor mängd fiskarter fångats, bland annat abborre, braxen, gers och gädda.

## Delavrinningsområde
Ylen ingår i delavrinningsområde (641380-142319) som SMHI kallar för Utloppet av Ylen. Delavrinningsområdets medelhöjd är 267 meter över havet och ytan är 28,77 kvadratkilometer. Räknas de 22 delavrinningsområdena uppströms in blir den ackumulerade arean 299,17 kvadratkilometer. Delavrinningsområdets utflöde Motala Ström mynnar i havet. Delavrinningsområdet består mestadels av skog (43 %), öppen mark (10 %) och jordbruk (21 %). Avrinningsområdet har 6,69 kvadratkilometer vattenytor vilket ger avrinningsområdet en sjöprocent på 23,2 %.

## Fisk
Vid provfiske har följande fisk fångats i sjön:
- Abborre
- Braxen
- Gärs
- Gädda
- Gös
- Karpfisk obestämd
- Lake
- Mört
- Sarv
- Siklöja
- Sutare